# Oreste Cavuto
Oreste Cavuto (ur. 5 grudnia 1996 w Lanciano) – włoski siatkarz, grający na pozycji przyjmującego. 

## Sukcesy klubowe
Klubowe Mistrzostwa Świata:
- 2018[3]
- 2022[4]
- 2021

Puchar CEV:
- 2019

Superpuchar Włoch:
- 2021

Liga Mistrzów:
- 2024[5]
- 2022

Mistrzostwo Włoch:
- 2023[6]

## Sukcesy reprezentacyjne
Mistrzostwa świata U-23:
- 2015

Igrzyska śródziemnomorskie:
- 2018[7]